# Кьянти (историческая область)
Кьянти (итал. Chianti) — историческая область Тосканы.

## География
Территория Кьянти включала в себя высокие и средние холмы между бассейном реки Арно, к югу от Флоренции, и бассейном реки Омброне, к северу от Сиены. Короткая цепь холмов Монти-дель-Кьянти (Сан-Микеле, 893 м) образует его восточную границу на протяжении около двадцати километров, в других местах границы региона менее чёткие: верхняя часть реки Валь-ди-Греве и верхняя часть долины реки Арбия.

## История
Первые упоминания о Кьянти (как Кланти, итал. Clanti) появляются в документах VIII века. Это название, вероятно, этрусского происхождения. Исторически Кьянти соответствует территории древней Лиги Кьянти — административного округа флорентийской сельской местности со своими уставами. Лесные массивы и пастбища занимали значительную территорию в этом районе, но сегодня Кьянти обязан своей известностью своим винодельческим продуктам.

## Виноделие
Тосканское вино DOCG получило своё название от региона Кьянти. Для защиты этого вина созданы два наименования DOCG: Кьянти DOCG и Кьянти Классико DOCG. Существует также оливковое масло Кьянти Классико, имеющее признание DOP.